# Strada europea E512
La strada europea E512 è una strada europea che collega Remiremont a Mulhouse. Come si evince dalla numerazione, si tratta di una strada di classe B posta nell'area delimitata a nord dalla E50, a sud dalla E60, ad ovest dalla E15 e ad est dalla E25.

## Percorso
La E512 è definita con i seguenti capisaldi di itinerario: "Remiremont - Mulhouse".